# Cristo Fernández
Cristo Fernández, född 27 januari 1991 i Guadalajara, är en mexikansk skådespelare.
Fernández har bland annat medverkat i TV-serien Ted Lasso (2020–2023). Han har även medverkat i filmerna Spider-Man: No Way Home från 2021 och Transformers: Rise of the Beasts samt Scoob!: Holiday Haunt från 2023.

## Filmografi (i urval)
- 2020–2023: Ted Lasso
- 2021: Spider-Man: No Way Home
- 2023: Transformers: Rise of the Beasts
- 2023: Scoob!: Holiday Haunt
- 2024 – Familjen Casagrande: Filmen